# SymPy
SymPy é uma biblioteca Python para computação simbólica. Ela fornece ferramentas de álgebra computacional tanto como uma aplicação independente como, também, uma biblioteca para outras aplicações. Ainda, a biblioteca está disponível de forma on-line nos sítios de internet:SymPy Live e SymPy Gamma. Sympy é fácil de ser instalada e analisada, pois é escrita em Python e não depende de bibliotecas adicionais.
SymPy inclui ferramentas que variam do cálculo de aritmética simbólica básica, algebra, matemática discreta e física quântica. É capaz de formatar o resultado das computações em código LaTeX. SymPy é um software livre sob licença BSD. Os desenvolvedores líderes são Ondřej Čertík e Aaron Meurer.

## Visão Geral
A biblioteca Sympy está dividida em um núcleo com vários módulos opcionais. Atualmente, o núcleo do Sympy tem aproximadamente 260,000 linhas de código e suas ferramentas incluem:

### Núcleo de ferramentas
- Aritmética básica: *, /, +, -, **
- Simplificação
- Expansão
- Funções: trigonométricas, hiperbólicas, exponenciais, radicais, logarítmicas, valor absoluto, harmônicas esféricas, fatoriais e função gama, função zeta, polinomiais, hipergeométricas, funções especiais, entre outras.

- Substituição
- Números inteiros, racionais e de ponto flutuante de precisão arbitrária
- Símbolos não-comutativos
- Reconhecimento de padrões

### Polinômios
- Aritmética básica: divisão, gcd, etc.
- Fatorização
- Bases de Gröbner
- Frações parciais
- Resultantes

### Cálculo
- Limites
- Diferenciação
- Integração
- Séries de Taylor (Laurent)

### Solução de equações
- Polinomiais
- Sistemas de equações
- Equações algébricas
- Equações diferenciais
- Equações de diferenças

### Matemática discreta
- Coeficientes binomiais
- Somas
- Produtos
- Teoria dos números: gerador de números primos, teste de números primos, fatorização inteira, etc.
- Expressões lógicas

### Matrizes
- Aritmética básica
- Autovalores e autovetores
- Determinantes
- Inversão
- Solução de sistemas lineares

### Geometria
- Pontos, linhas, raios, segmentos, elípces, círculos, polígonos, etc.
- Interseções
- Tangência
- Similaridade

### Gráficos
Nota: a geração de gráficos requer o módulo externo Pyglet.
- Modelos de coordenadas
- Entidades geométricas de gráficos
- 2D e 3D
- Interface iterativa
- Cores

### Física
- Unidades
- Mecânica
- Ótica gaussiana
- Álgebra de Pauli

### Estatística
- Distribuições normais
- Distribuições uniformes
- Probabilidade

### Saída de dados
- Pretty printing: ASCII/Unicode pretty printing, LaTeX
- Geração de código: C, FORTRAN, Python

## Projetos relacionados
- SageMath: uma alternativa de código aberto ao Mathematica, Maple, Matlab, e Magma (SymPy está incluído no SageMath)
- mpmath: uma biblioteca Python de aritmética de ponto flutuante com precisão arbitrária (incluído no SymPy)
- sympycore: sistema algébrico computacional escrito em Python
- symbide: GUI para SymPy no PyGTK

## Dependências opcionais
SymPy não requer dependências além do Python, mas existência várias dependências opcionais que podem melhorar suas ferramentas:
- gmpy: Se o gmpy está instalado, o módulo polinomial do Sympy irá usá-lo para melhorar sua performance.

## Exemplos

### Pretty Printing
Sympy permite a saída de dados formatada em um formato bastante compreensível. Para tanto, usa-se a função pprint. Alternativamente, o método init_printing() ativa o pretty printing, de forma que pprint não precisa ser chamado. Pretty printing usa de símbolos unicode quando estes estão disponíveis no ambient, caso contrário ele utilizará o padrão de caracteres ASCII.
```
>>>
 
from
 
sympy
 
import
 
pprint
,
 
init_printing
,
 
Symbol
,
 
sin
,
 
cos
,
 
exp
,
 
sqrt
,
 
series
,
 
Integral
,
 
Function

>>>

>>>
 
x
 
=
 
Symbol
(
"x"
)

>>>
 
y
 
=
 
Symbol
(
"y"
)

>>>
 
f
 
=
 
Function
(
'f'
)

>>>
 
# pprint usará padrão unicode se disponível

>>>
 
pprint
(
 
x
**
exp
(
x
)
 
)

 
⎛
 
x
⎞

 
⎝
ℯ
 
⎠

x

>>>
 
# Uma saída sem unicode

>>>
 
pprint
(
Integral
(
f
(
x
),
 
x
),
 
use_unicode
=
False
)

  
/

 
|

 
|
 
f
(
x
)
 
dx

 
|

/

>>>
 
# Compare com a mesma expressão, mas agora com unicode

>>>
 
pprint
(
Integral
(
f
(
x
),
 
x
),
 
use_unicode
=
True
)

⌠

⎮
 
f
(
x
)
 
dx

⌡

>>>
 
# Alternativamente, pode-se chamar init_printing() que ativa pprint por padrão

>>>
 
init_printing
()

>>>
 
sqrt
(
sqrt
(
exp
(
x
)))

   
____

4
 
╱
  
x

╲╱
  
ℯ

>>>
 
(
1
/
cos
(
x
))
.
series
(
x
,
 
0
,
 
10
)

     
2
      
4
       
6
        
8

    
x
    
5
⋅
x
    
61
⋅
x
    
277
⋅
x
     
⎛
 
10
⎞

1
 
+
 
──
 
+
 
────
 
+
 
─────
 
+
 
──────
 
+
 
O
⎝
x
  
⎠

    
2
     
24
     
720
     
8064

```

### Expansão
```
>>>
 
from
 
sympy
 
import
 
init_printing
,
 
Symbol
,
 
expand

>>>
 
init_printing
()

>>>

>>>
 
a
 
=
 
Symbol
(
'a'
)

>>>
 
b
 
=
 
Symbol
(
'b'
)

>>>
 
e
 
=
 
(
a
 
+
 
b
)
**
5

>>>
 
e

       
5

(
a
 
+
 
b
)

>>>
 
e
.
expand
()

 
5
      
4
         
3
  
2
       
2
  
3
        
4
    
5

a
  
+
 
5
⋅
a
 
⋅
b
 
+
 
10
⋅
a
 
⋅
b
  
+
 
10
⋅
a
 
⋅
b
  
+
 
5
⋅
a
⋅
b
  
+
 
b

```

### Precisão arbitrária
```
>>>
 
from
 
sympy
 
import
 
Rational
,
 
pprint

>>>

>>>
 
e
 
=
 
Rational
(
2
)
**
50
 
/
 
Rational
(
10
)
**
50

>>>
 
pprint
(
e
)

1
/
88817841970012523233890533447265625

```

### Diferenciação
```
>>>
 
from
 
sympy
 
import
 
init_printing
,
 
symbols
,
 
ln
,
 
diff

>>>
 
init_printing
()

>>>
 
x
,
y
 
=
 
symbols
(
'x y'
)

>>>
 
f
 
=
 
x
**
2
 
/
 
y
 
+
 
2
 
*
 
x
 
-
 
ln
(
y
)

>>>
 
diff
(
f
,
x
)

 
2
⋅
x

 
───
 
+
 
2

  
y

>>>
 
diff
(
f
,
y
)

    
2

   
x
    
1

 
-
 
──
 
-
 
─

    
2
   
y

   
y

>>>
 
diff
(
diff
(
f
,
x
),
y
)

 
-
2
⋅
x

 
────

   
2

  
y

```

### Gráficos
```
>>>
 
from
 
sympy
 
import
 
symbols
,
 
plot3d
,
 
cos

>>>
 
x
,
y
 
=
 
symbols
(
'x y'
)

>>>
 
plot3d
(
cos
(
x
*
3
)
*
cos
(
y
*
5
)
-
y
,
 
(
x
,
 
-
1
,
 
1
),
 
(
y
,
 
-
1
,
 
1
))

<
sympy
.
plotting
.
plot
.
Plot
 
object
 
at
 
0x3b6d0d0
>

```

### Limites
```
>>>
 
from
 
sympy
 
import
 
init_printing
,
 
Symbol
,
 
limit
,
 
sqrt
,
 
oo

>>>
 
init_printing
()

>>>

>>>
 
x
 
=
 
Symbol
(
'x'
)

>>>
 
limit
(
sqrt
(
x
**
2
 
-
 
5
*
x
 
+
 
6
)
 
-
 
x
,
 
x
,
 
oo
)

-
5
/
2

>>>
 
limit
(
x
*
(
sqrt
(
x
**
2
 
+
 
1
)
 
-
 
x
),
 
x
,
 
oo
)

1
/
2

>>>
 
limit
(
1
/
x
**
2
,
 
x
,
 
0
)

∞

>>>
 
limit
(((
x
 
-
 
1
)
/
(
x
 
+
 
1
))
**
x
,
 
x
,
 
oo
)

 
-
2

ℯ

```

### Equações diferenciais
```
>>>
 
from
 
sympy
 
import
 
init_printing
,
 
Symbol
,
 
Function
,
 
Eq
,
 
dsolve
,
 
sin
,
 
diff

>>>
 
init_printing
()

>>>

>>>
 
x
 
=
 
Symbol
(
"x"
)

>>>
 
f
 
=
 
Function
(
"f"
)

>>>

>>>
 
eq
 
=
 
Eq
(
f
(
x
)
.
diff
(
x
),
 
f
(
x
))

>>>
 
eq

d

──
(
f
(
x
))
 
=
 
f
(
x
)

dx

>>>

>>>
 
dsolve
(
eq
,
 
f
(
x
))

           
x

f
(
x
)
 
=
 
C
₁⋅
ℯ

>>>

>>>
 
eq
 
=
 
Eq
(
x
**
2
*
f
(
x
)
.
diff
(
x
),
 
-
3
*
x
*
f
(
x
)
 
+
 
sin
(
x
)
/
x
)

>>>
 
eq

 
2
 
d
                      
sin
(
x
)

x
 
⋅──
(
f
(
x
))
 
=
 
-
3
⋅
x
⋅
f
(
x
)
 
+
 
──────

   
dx
                       
x

>>>

>>>
 
dsolve
(
eq
,
 
f
(
x
))

       
C
₁
 
-
 
cos
(
x
)

f
(
x
)
 
=
 
───────────

             
3

            
x

```

### Integração
```
>>>
 
from
 
sympy
 
import
 
init_printing
,
 
integrate
,
 
Symbol
,
 
exp
,
 
cos
,
 
erf

>>>
 
init_printing
()

>>>
 
x
 
=
 
Symbol
(
'x'
)

>>>
 
# Função polinomial

>>>
 
f
 
=
 
x
**
2
 
+
 
x
 
+
 
1

>>>
 
f

 
2

x
  
+
 
x
 
+
 
1

>>>
 
integrate
(
f
,
x
)

 
3
    
2

x
    
x

──
 
+
 
──
 
+
 
x

3
    
2

>>>
 
# Função racional

>>>
 
f
 
=
 
x
/
(
x
**
2
+
2
*
x
+
1
)

>>>
 
f

     
x

────────────

 
2

x
  
+
 
2
⋅
x
 
+
 
1

>>>
 
integrate
(
f
,
 
x
)

               
1

log
(
x
 
+
 
1
)
 
+
 
─────

             
x
 
+
 
1

>>>
 
# Função polinomial-exponencial

>>>
 
f
 
=
 
x
**
2
 
*
 
exp
(
x
)
 
*
 
cos
(
x
)

>>>
 
f

 
2
  
x

x
 
⋅
ℯ
 
⋅
cos
(
x
)

>>>
 
integrate
(
f
,
 
x
)

 
2
  
x
           
2
  
x
                         
x
           
x

x
 
⋅
ℯ
 
⋅
sin
(
x
)
   
x
 
⋅
ℯ
 
⋅
cos
(
x
)
      
x
          
ℯ
 
⋅
sin
(
x
)
   
ℯ
 
⋅
cos
(
x
)

────────────
 
+
 
────────────
 
-
 
x
⋅
ℯ
 
⋅
sin
(
x
)
 
+
 
─────────
 
-
 
─────────

     
2
              
2
                           
2
           
2

>>>
 
# Uma integral não elementar

>>>
 
f
 
=
 
exp
(
-
x
**
2
)
 
*
 
erf
(
x
)

>>>
 
f

   
2

 
-
x

ℯ
   
⋅
erf
(
x
)

>>>
 
integrate
(
f
,
 
x
)

  
___
    
2

╲╱
 
π
 
⋅
erf
 
(
x
)

─────────────

      
4

```

### Séries
```
>>>
 
from
 
sympy
 
import
 
Symbol
,
 
cos
,
 
sin
,
 
pprint

>>>
 
x
 
=
 
Symbol
(
'x'
)

>>>
 
e
 
=
 
1
/
cos
(
x
)

>>>
 
pprint
(
e
)

  
1

──────

cos
(
x
)

>>>
 
pprint
(
e
.
series
(
x
,
 
0
,
 
10
))

     
2
      
4
       
6
        
8

    
x
    
5
⋅
x
    
61
⋅
x
    
277
⋅
x
     
⎛
 
10
⎞

1
 
+
 
──
 
+
 
────
 
+
 
─────
 
+
 
──────
 
+
 
O
⎝
x
  
⎠

    
2
     
24
     
720
     
8064

>>>
 
e
 
=
 
1
/
sin
(
x
)

>>>
 
pprint
(
e
)

  
1

──────

sin
(
x
)

>>>
 
pprint
(
e
.
series
(
x
,
 
0
,
 
4
))

           
3

1
   
x
   
7
⋅
x
     
⎛
 
4
⎞

─
 
+
 
─
 
+
 
────
 
+
 
O
⎝
x
 
⎠

x
   
6
   
360

```